# Monotektikum
A kétkomponensű (binér) rendszerekben a Gibbs-féle fázistörvény értelmében az egymással egyensúlyban lévő fázisok száma maximálisan 3 lehet, ha csak kondenzált – tehát folyadék és/vagy szilárd halmazállapotú – fázisok alkotják a rendszert. A monotektikus fázisátalakulás egyike az ilyen háromfázisú folyamatnak, amely izoterm körülmények között játszódik le.

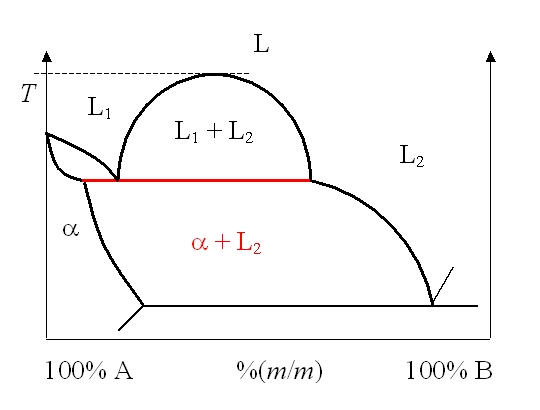
Binér fázisdiagram: L – homogén olvadék, α – A-ban dúsabb A–B szilárd oldat, L_{1} – A-ban dúsabb A–B olvadék, L_{2} – B-ben dúsabb A–B olvadék

Egyes folyadékok – nagyobb hőmérsékleten olvadékok – bizonyos hőmérséklet alatt csak korlátozottan elegyednek. Ilyen kétkomponensű heterogén rendszerekben fordul elő, hogy az egyik folyadékból szilárd oldat kristályosodik. 
A kétkomponensű rendszerben végbemenő monotektikus folyamatban – hőelvonás közben – az L1, A-ban dúsabb olvadékból a monotektikus hőmérsékleten A-ban dúsabb összetételű α szilárd oldat kristályosodik ki, a visszamaradó L2 olvadék pedig B komponensben dúsabbá válik.
Az ábra jelöléseit figyelembe véve a fázisátalakulás az alábbi egyenlettel írható le:
{\displaystyle \mathrm {L} _{1}\ \rightleftharpoons \ \alpha +\mathrm {L} _{2}\ }
ahol 
α az A komponensben dúsabb A-B szilárd oldat jele,
L1 az A,
L2 a B komponensben dúsabb A-B olvadék.
A mellékelt fázisdiagram abszcisszáján A és B koncentrációja, például tömegszázalékban az ordinátán pedig a hőmérséklet látható. Az ábra olyan kétkomponensű rendszer fázisdiagramját mutatja, amelyben az A-ban dúsabb olvadékból izoterm folyamatban egy szilárd oldat és egy B-ben dús olvadék képződik. 
A monotektikus fázisátalakulás reverzibilis folyamat. A monotektikus hőmérsékleten hőközlés hatására a folyamat fordított irányba játszódik le.